# Nancy Walker Bush
Nancy Walker Bush (Milton, 4 de febrero de 1926 - Concord, 10 de enero de 2021) fue una activista política y ambientalista estadounidense. Era la única hermana del expresidente de los Estados Unidos, George H. W. Bush, y tía del expresidente George W. Bush y del exgobernador de Florida Jeb Bush.

## Biografía
Nació el 4 de febrero de 1926 en Milton, Massachusetts; hija de Prescott Sheldon Bush (1895-1972) y Dorothy Walker Bush (1901-1992). Tenía cuatro hermanos y se convirtió en campeona de tenis y atleta en su juventud. Fue educada en la escuela privada Rosemary Hall en Greenwich (ahora Choate Rosemary Hall en Wallingford) y en la escuela Miss Porter's School en Farmington. Se graduó de Vassar College con un título en inglés en 1946.
El 26 de octubre de 1946, en la iglesia de St. Paul en Greenwich, se casó con Alexander Ellis Jr. (1922-1989), un ejecutivo de la firma de seguros Fairfield & Ellis (que se fusionó en Corroon & Black, ahora parte de Willis Group Holdings Ltd). Los invitados a la boda de la pareja incluyeron a James L. Buckley, John V. Lindsay, John Chafee y el hermano de Nancy, George; el agente de la Oficina de Servicios Estratégicos William B. Macomber Jr. fue el padrino. Juntos tuvieron cuatro hijos: una hija, Nancy Walker Ellis Black, y tres hijos, Alexander, John y Josiah. La familia vivía en Concord, Massachusetts antes de que ella se mudara a Beacon Hill después de la muerte de su esposo.

### Ámbito político
Aunque había sido una demócrata liberal y ambientalista que recaudó fondos activamente para la NAACP y copresidió la sección de Nueva Inglaterra del Fondo de Defensa Legal de la NAACP, se unió al Partido Republicano en 1988 cuando su hermano se postuló para presidente. En septiembre de 2004, cuando su sobrino se postulaba para la reelección, visitó Londres, París y Frankfurt en nombre de los republicanos en el extranjero en un esfuerzo por alentar a los republicanos que viven en Europa a registrarse y votar.

### Ámbito voluntario
Ellis trabajó durante mucho tiempo como voluntaria en la Boston United South End Settlement House, de la que fue directora honoraria. También fue voluntaria en el Centro Médico de Nueva Inglaterra, la Orquesta Sinfónica de Boston y el Conservatorio de Música de Nueva Inglaterra.
Como miembro de la junta de la Sociedad Audubon de Massachusetts, un grupo que criticaba el estímulo generalizado de la administración de George W. Bush a la autorregulación de la industria, Ellis dirigió los esfuerzos de recaudación de fondos para establecer Río Bravo en Belice. Área de Conservación y Manejo y el programa de conservación ambiental Programa para Belice.  También fue miembro de la organización no gubernamental Pact.

### Fallecimiento
Ellis fue hospitalizada el 30 de diciembre de 2020 con fiebre y posteriormente dio positivo por COVID-19. Falleció el 10 de enero de 2021 a los 94 años, en un centro de vida asistida en Concord, Massachusetts.